# ホワイトボードTV
『ホワイトボードTV』（White Board TV）は、TOKYO MX及びUstreamで2010年4月6日より毎週火曜24時から24時30分に放送されていたバラエティ番組。ソニー・ミュージックエンタテインメントによるプロジェクト「E!TV」のうちの一番組である。番組開始時は『倉本美津留とタナカカツキとバカリズムの『番組名未定』（仮）』というタイトルだった。

## 概要
「日本初、もしかしたら世界初、Ustream誘導テレビプログラム」と銘打っているとおり、テレビ放送とインターネット動画配信を連携させた番組である。
TOKYO MXでは『ホワイトボードTV陰』として、CM時間を除きヒット曲をBGMに、白バックで大喜利のお題だけが流れ続け、そこにUstreamの動画配信のURLが記載されている。
そしてUstreamの配信URLにアクセスすると『ホワイトボードTV陽』として、倉本美津留、タナカカツキ、バカリズムの3人が、『陰』が放送されているテレビをホワイトボードに見立て、その画面に直接大喜利の回答を書き込む、という内容が配信されている、という仕組みである。
また、番組を見た視聴者による大喜利の回答や番組に対する意見・リアクションなどをTwitterで受け取れるようにしており、3人の出演者がCM中やテレビでの放送終了後などにチェックし、直接答えるようにしている。
2010年9月28日からはUstreamの生中継は隔週となり、生中継をしない週はUstreamで生中継した映像をテレビで放送するという形式に変更された。

## スタッフ
この番組では肩書きは書いておらず「かかわっているやつら」という表記になっており、名前もカタカナで苗字または名前、企業名しか表示されていない（SonyMusicに関しては企業ロゴ表記）。
- かかわっているやつら
  - アイザワ
  - サクライ
  - コバヤシ
  - タロウ
  - イヅツ
  - スズキ
  - ソケット

- 製作著作:SonyMusic